# از میان اقیانوس آرام
عبور از اقیانوس آرام یا از میان اقیانوس آرام (به انگلیسی: Across the Pacific) یک فیلم جاسوسی آمریکایی است که در آستانه ورود ایالات متحده به جنگ جهانی دوم اتفاق می‌افتد. این فیلم ابتدا توسط جان هیوستون و سپس توسط وینسنت شرمن پس از پیوستن هاستون به ارتش سیگنال ارتش ایالات متحده کارگردانی شد. در فیلم هامفری بوگارت، مری آستور و سیدنی گرین‌استریت بازی می‌کنند. علی‌رغم عنوان، داستان در اقیانوس آرام اتفاق نمی‌افتد و در پاناما به وقوع می‌پیوندد. فیلمنامه اصلی تلاش برای جلوگیری از طرح ژاپنی‌ها برای حمله به پرل هاربر را به تصویر می‌کشد. هنگامی که حمله واقعی به پرل هاربر رخ داد، تولید برای سه ماه متوقف شد، از سرگیری در ۲ مارس ۱۹۴۲، با تغییر فیلمنامه ای که هدف را به پاناما تغییر داد.
کمپانی برادران وارنر از همین عنوان برای یک فیلم ماجراجویی صامت در سال ۱۹۲۶ با بازی مونته بلو استفاده کرد که نقش کوچکی در فیلم سال ۱۹۴۲ دارد. با این حال داستان این دو فیلم شباهت خاصی به هم ندارند.

## داستان
در ۱۷ نوامبر ۱۹۴۱، در جزیره فرمانداران در نیویورک، کاپیتان ریک لِلند پس از آن‌که به جرم سرقت دستگیر می‌شود، در یک دادگاه نظامی از سپاه توپخانه ساحلی ارتش ایالات متحده آمریکا اخراج می‌شود. او سعی می‌کند به پیاده‌نظام سبک پرنسس پاتریشیای کانادا بپیوندد، اما با سردی از سوی آن‌ها رد می‌شود. به‌ظاهر در راه جمهوری چین برای جنگیدن در کنار چیانگ کای‌شک، او سوار کشتی ژاپنی جنوآ مارو می‌شود که از هالیفاکس، نوا اسکوشیا، به مقصد یوکوهاما از مسیر کانال پاناما و هاوایی حرکت می‌کند.
در کشتی، او با زنی کانادایی به نام آلبرتا مارلو آشنا می‌شود که می‌گوید اهل مدیسین هت است و رابطه‌ای عاشقانه اما سرخوشانه میان آن‌ها شکل می‌گیرد. سایر مسافران کشتی عبارت‌اند از دکتر لورنتز و خدمتکارش، تی. اوکی. لورنتز، استاد جامعه‌شناسی است که از تحسین‌کنندگان ژاپنی‌هاست و به همین دلیل در فیلیپین مشترک‌المنافع که در آن ساکن است، محبوبیتی ندارد. لِلند نیز آشکارا اعلام می‌کند که حاضر است برای هر کسی که پول خوبی بدهد، بجنگد.
در توقفی در نیویورک، فاش می‌شود که لِلند در واقع یک مأمور مخفی است که به سرهنگ هارت، مأمور مخفی سپاه اطلاعات نظامی گزارش می‌دهد. لورنتز یک جاسوس دشمن شناخته‌شده است، اما هارت و لِلند دربارهٔ مارلو مطمئن نیستند. هارت همچنین به او هشدار می‌دهد که مراقب جنایتکار ژاپنی‌ای به نام توتسویکو باشد. با بازگشت به کشتی، لِلند یک ترورکننده فیلیپینی را غافلگیر می‌کند که قصد شلیک به لورنتز را دارد. لِلند با بی‌تفاوتی نسبت به کشته‌شدن آن فرد توسط لورنتز، اعتماد او را جلب می‌کند. جو توتسویکو نیز در قالب یک جوان شوخ‌طبع نیسی به‌عنوان مسافر وارد کشتی می‌شود و فردی دیگر جای تی. اوکی را می‌گیرد. لورنتز به لِلند پیشاپیش پولی می‌دهد تا اطلاعاتی دربارهٔ تأسیسات نظامی محافظت‌کننده از کانال پاناما برایش تهیه کند.
در پاناما، کاپیتان اعلام می‌کند که ورود کشتی‌های ژاپنی به کانال ممنوع شده و باید از مسیر دماغه هورن عبور کنند. لِلند، مارلو و لورنتز در هتل سم منتظر کشتی بعدی می‌مانند. صندوق‌هایی با نشانی دن مورتون، مزرعه باونتیفول، تخلیه می‌شود. لورنتز از لِلند می‌خواهد برنامهٔ جدید گشت‌های هوایی را تهیه کند. در ۶ دسامبر ۱۹۴۱، لِلند با رابط محلی‌اش، اِی. وی. اسمیت دیدار می‌کند و او را قانع می‌کند که برنامه‌های واقعی را بدهد، چون لورنتز نسخهٔ جعلی را تشخیص خواهد داد. اسمیت می‌گوید که مورتون، صاحب مزرعه، یک الکلی مزمن است و مارلو خریدار فروشگاه راجرز فیفث اونیو در نیویورک است.
پس از تحویل برنامه‌ها، لِلند به‌شدت کتک می‌خورد. او چند ساعت بعد به هوش می‌آید و بلافاصله با اسمیت تماس می‌گیرد تا به او هشدار دهد برنامه را تغییر دهد. پس از قطع تماس، اسمیت کشته می‌شود. لورنتز و مارلو نیز ناپدید شده‌اند. سم لِلند را به سینمایی می‌فرستد که در آن مردی با گفتن جملهٔ «برو باونتیفول پلنتیشن…» کشته می‌شود. لِلند در آن مزرعه شاهد آماده‌شدن یک هواگرد اژدرافکن است. او دستگیر و نزد لورنتز برده می‌شود. توتسویکو، مارلو، دن مورتون، و تی. اوکی دوم که معلوم می‌شود شاهزاده‌ای ژاپنی و خلبان است، نیز حضور دارند. مورتون که نقطه‌ضعفش موجب سوءاستفاده دشمن شده، پدر مارلو است و حضور او تنها به‌خاطر نگرانی برای پدرش است.
لورنتز فاش می‌کند که اسمیت مرده و شاهزاده می‌تواند بدون مانع قفل‌های کانال پاناما را نابود کند. توتسویکو مأمور نگهبانی از زندانی‌ها می‌شود. وقتی مورتون از جا بلند می‌شود، توتسویکو به او شلیک می‌کند، اما همین فرصت باعث می‌شود لِلند بر توتسویکو غلبه کند. بیرون، لِلند یک مسلسل به‌دست می‌گیرد، بمب‌افکن را هنگام بلندشدن هدف قرار داده و سرسپردگان لورنتز را از پا درمی‌آورد. در خانه، لورنتز شکست‌خورده تلاش به هاراکیری می‌کند، اما جرئت انجامش را ندارد. او از لِلند می‌خواهد او را بکشد، اما لِلند با رد درخواستش می‌گوید که او باید پاسخ‌گوی سازمان اطلاعات ارتش باشد. لِلند و مارلو دست یکدیگر را می‌گیرند و به آسمانی که پر از هواپیماهای آمریکایی شده، نگاه می‌کنند.

## بازیگران
- هامفری بوگارت در نقش ریک لِلند
- مری آستور در نقش آلبرتا مارلو
- سیدنی گرین‌استریت در نقش دکتر لورنتز
- کم تانگ در نقش تی. اوکی
- چارلز هالتون در نقش اِی. وی. اسمیت
- ویکتور سن یونگ در نقش جو توتسویکو
- رولاند گات در نقش سوگی
- لی تونگ فو در نقش سام وینگ آن، صاحب هتل و دوست ریک
- فرانک ویلکاکس در نقش کاپیتان موریسون
- پال استانتون در نقش سرهنگ هارت
- لستر متیوز در نقش ماژور کانادایی
- جان همیلتون در نقش رئیس دادگاه نظامی
- رونالد درو در نقش کاپیتان هارکنس
- مونته بلو در نقش دن مورتون
- چستر گن در نقش کاپیتان هیگوتو
- ریچارد لو در نقش افسر اول میوما
- کیه لوک در نقش کارمند دفتر کشتی‌رانی
- رودی روبلز در نقش ترورکننده فیلیپینی
- اسپنسر چن در نقش مهندس ارشد میتسوکو
- فرانک مایو در نقش بازپرس دادگاه
- فیلیپ آن در نقش مردی در سینما (بی‌نام در عنوان‌بندی)
- آنتونی کاروسو در نقش راننده تاکسی (بی‌نام در عنوان‌بندی)
- ویلیام هوپر در نقش خدمت‌کار (بی‌نام در عنوان‌بندی)
- جک مور در نقش ماژور (بی‌نام در عنوان‌بندی)

## تولید
در ۲۰ دسامبر ۱۹۴۱، روزنامه نیویورک تایمز گزارش داد که داستان کارسون به قیمت ۱۲٬۵۰۰ دلار به شرکت وارنر فروخته شده است.
پس از وقفه‌ای که به‌دلیل حمله به پرل هاربر به‌وجود آمد، تولید فیلم از ۲ مارس ۱۹۴۲ از سر گرفته شد و فیلم‌برداری (از جمله برداشت‌های مجدد) تا ۲ مه ادامه یافت. نمایش عمومی فیلم در نیویورک در ۴ سپتامبر ۱۹۴۲ آغاز شد.
سرهنگ جی.جی. تیلور مشاور فنی صحنه دادگاه نظامی در آغاز فیلم بود.
بر اساس گزارش برت وود در تی‌سی‌ام، جان هیوستون برای خلق حس حرکت کشتی در دریا، صحنهٔ عرشهٔ کشتی را بر روی سکویی مجهز به جک‌های هیدرولیکی ساخت تا صحنه پیوسته در حال حرکت باشد. در برخی صحنه‌های داخلی، «دوربین به‌صورت ظریف و تقریباً نامحسوس به بازیگران نزدیک و از آن‌ها دور می‌شود و تأثیری گیج‌کننده ایجاد می‌کند که با فضای پرتنش و مبهم اخلاقی فیلم هماهنگ است.»

### موسیقی
آدولف دویچ سرود مهندسان را (که با ملودی «پسر قمارباز» نواخته می‌شود) به تمی تأثیرگذار برای شخصیت ریچارد لِلند تبدیل کرد. همچنین پس از صحنهٔ دادگاه نظامی، وقتی لِلند به حلقهٔ فارغ‌التحصیلی‌اش نگاه می‌کند و دوباره آن را به انگشتش می‌گذارد، چند میزان از سرود دانشگاه آکادمی نظامی ایالات متحده شنیده می‌شود.

### تغییر کارگردان
جان هیوستون در میانهٔ تولید فیلم از سوی سپاه سیگنال ارتش ایالات متحده فراخوانده شد. او بعدها در مصاحبه‌ای گفت عمداً صحنه‌ای را به شکل معمایی رها کرده که در آن لِلند دست‌بسته و با تهدید اسلحه به حال خود رها شده بود تا کارگردان بعدی راه‌حلی برای آن بیابد. وینسنت شرمن در ۲۲ آوریل ۱۹۴۲ جای او را گرفت و فیلم را بدون فیلمنامه‌ای که هیوستون با خود برده بود، به پایان رساند. هیوستون گفته بود: «بوگی (بوگارت) خودش بلد است چه کند!» بعدها هیوستون پایان‌بندی شرمن را «غیرقابل باور» توصیف کرد. استودیو نیز تصمیم گرفت صحنهٔ معمایی باقی‌مانده از هیوستون را حذف کرده و سناریوی جدیدی بنویسد.

### تأثیر بازداشت اجباری
به گزارش تی‌سی‌ام، مری آستور بعدها یادآوری کرد که بازداشت دسته‌جمعی ژاپنی آمریکایی‌ها که توسط فرانکلین دلانو روزولت در ۳ مارس ۱۹۴۲ دستور داده شد، باعث شد بسیاری از بازیگران ژاپنی شغل خود را در این فیلم از دست بدهند. اسناد موجود در کتابخانه سینما-تلویزیون دانشگاه کالیفرنیای جنوبی نشان می‌دهد که بازیگران چینی‌تبار از همان ابتدا برای ایفای نقش شخصیت‌های ژاپنی انتخاب شده بودند. به‌جز مشاور فنی دن فوجیوارا و چند نقش جزئی، هیچ بازیگر ژاپنی‌تباری در Across the Pacific حضور نداشت.

## بازخورد
نشریهٔ ورایتی نوشت: «اگرچه فیلم به اندازهٔ شاهین مالت هیجان‌انگیز نیست، اما یک ملودرام پرتحرک و روان است. هیوستون با فیلمنامه‌ای پرحادثه از مکالی، کارگردانی ماهرانه‌ای ارائه داده است.»
در ۵ سپتامبر ۱۹۴۲، بازلی کرادر در نیویورک تایمز از فیلم تمجید کرد و نوشت: «آقای جوان هیوستون این بار یک فیلم جاسوسی ساخته که پر از دلهره‌های ناشناخته و درخشش فولاد سرد است… او با استفاده از کلوزآپ‌های استادانه تماشاگر را مستقیم به درون فیلم می‌برد… هیچ‌گاه مشخص نیست که شخصیت‌ها دقیقاً چه مسیری را در پیش خواهند گرفت… با این شخصیت‌های گمراه‌کننده، گفت‌وگوهای عالی و طراحی صحنه واقع‌گرایانه، آقای هیوستون یک فیلم جذاب و پرهیجان به وارنرها تحویل داده است. تماشای آن مثل این است که یک چاقو برای ۹۰ دقیقه به پهلوی شما فشار داده شود.»

## اقتباس رادیویی
فیلم از میان اقیانوس آرام در ۲۵ ژانویه ۱۹۴۳ در برنامهٔ رادیویی The Screen Guild Theater اقتباس شد. هامفری بوگارت، مری آستور و سیدنی گرین‌استریت نقش‌های خود را دوباره ایفا کردند.

## واحد واقعی
صحنهٔ آغازین فیلم، مقر گردان ۱۹۸ توپخانه ساحلی را در جزیره فرمانداران نیویورک نشان می‌دهد. در واقع این گردان در ویلمینگتون (دلاور) مستقر بود.

## گیشه
بر اساس اسناد استودیو وارنر، این فیلم در داخل ایالات متحده ۱٬۳۸۱٬۰۰۰ دلار و در بازارهای خارجی ۹۹۴٬۰۰۰ دلار فروش داشت.